# Thickfreakness
| Críticas profissionais | Críticas profissionais |
| Avaliações da crítica  | Avaliações da crítica  |
| Fonte                  | Avaliação              |
| ---------------------- | ---------------------- |
| allmusic               | [ 1 ]                  |

Thickfreakness é o segundo álbum de estúdio da banda norte-americana The Black Keys, lançado em 8 de abril de 2003.

## Faixas
Todas as faixas escritas e compostas por Dan Auerbach e Patrick Carney, exceto onde anotado. 
| N.º            | Título                                      | Duração |  |
| 1.             | "Thickfreakness"                            | 3:48    |  |
| 2.             | "Hard Row (letra por Dan e Chuck Auerbach)" | 3:15    |  |
| 3.             | "Set You Free"                              | 2:46    |  |
| 4.             | "Midnight in Her Eyes"                      | 4:02    |  |
| 5.             | "Have Love Will Travel (Richard Berry)"     | 3:04    |  |
| 6.             | "Hurt Like Mine"                            | 3:27    |  |
| 7.             | "Everywhere I Go (Junior Kimbrough)"        | 5:40    |  |
| 8.             | "No Trust"                                  | 3:37    |  |
| 9.             | "If You See Me"                             | 2:52    |  |
| 10.            | "Hold Me in Your Arms"                      | 3:19    |  |
| 11.            | "I Cry Alone"                               | 2:47    |  |
| Duração total: | Duração total:                              | 38:38   |  |

## Desempenho nas paradas musicais
| Parada musical (2003)               | Posição |
| ----------------------------------- | ------- |
| Estados Unidos - Independent Albums | 50      |

## Créditos
- Dan Auerbach — Guitarra, vocal, baixo na faixa 4
- Patrick Carney — Bateria